# Mehmet Cankurt
Mehmet Cankurt (* 18. Juni 1981) ist ein deutsch-türkischer Poolbillardspieler.

## Karriere
Im Juni 2006 erreichte Mehmet Cankurt bei den Austria Open erstmals die Finalrunde eines Euro-Tour-Turniers, er schied jedoch bereits im Sechzehntelfinale gegen den Italiener Fabio Petroni aus.
Bei der Deutschen Meisterschaft desselben Jahres wurde Cankurt Fünfter im 8-Ball.
2007 erreichte er das Finale der Stuttgart Open, verlor dieses jedoch gegen Christian Reimering mit 8:9.
Bei den Netherlands Open 2008 gelang ihm ebenfalls der Einzug ins Finale. Dort unterlag er jedoch dem Deutschen Ralf Souquet mit 5:9.
Im November 2009 schied Cankurt bei der 10-Ball-Weltmeisterschaft in der Vorrunde aus.
Im Januar 2010 kam er im 9-Ball-Wettbewerb des Derby City Classic auf den zwölften Platz.
Mit dem BSF Kurpfalz wurde Cankurt 2008 und 2012 Meister der 2. Bundesliga und stieg somit in die 1. Bundesliga auf. 2010 beziehungsweise 2013 stieg er mit der Mannschaft jedoch wieder ab.